# Jessy Andrianantoandro
Jessy Tinah Cathicia Andrianantoandro (ur. 2002) – madagaskarska zapaśniczka walcząca w stylu wolnym. Złota medalistka igrzysk Wysp Oceanu Indyjskiego w 2023. Piąta na mistrzostwach Afryki w 2023 roku.